# سیاوش (بازی ویدئویی)
سیاوش یک بازی ویدیویی می‌باشد که در مدت زمان ۳ سال تولید شده‌است.
این بازی در دومین نمایشگاه بازی‌های رایانه ای تهران موفق به کسب عنوان بهترین بازی سال و همچنین بهترین دست‌آورد فنی سال شده‌است و در تاریخ ۱۵ شهریور در شمارگان ۱۰۰٫۰۰۰ نسخه در سراسر کشور منتشر شد.

## داستان بازی
داستان سیاوش از زمان کشته شدن سیاوش شاهزاده ایران توسط افراسیاب پادشاه توران، آغاز می‌شود. کیخسرو پسر سیاوش بعد از اینکه توسط گیو از توران به ایران منتقل می‌شود، امپراتوری خود را آغاز می‌کند و به مرور زمان مرزهای تسخیر شده توسط توران را باز پس می‌گیرد و در انتها وارد توران شده و پس از سالها جستجو با افراسیاب قدرتمند روبرو می‌شود و در جنگی سخت او را شکست می‌دهد و انتقام خون پدر را از او می‌گیرد.

## سازندگان
- مدیر پروژه و برنامه‌نویس ویرایشگر و گیم پلی: حسن مهدی اصل
- برنامه‌نویس ارشد، برنامه‌نویس موتور گرافیکی، زبان اسکریپت، و گیم پلی: علی اکبر محمدی
- کارگردان فنی، برنامه‌نویس هوش مصنوعی، سیستم GUI، و گیم پلی: سجاد بیگ جانی
- برنامه‌نویس موتور گرافیکی و گیم پلی: نادر گلباز
- برنامه‌نویس فیزیک: هادی رباطی
- برنامه‌نویس موتور گرافیکی: محمد آقایی
- برنامه‌نویس موتور گرافیکی و سیستم صدا:پویا شاهین فر
- اسکریپت نویس: احمد محمدنژاد
- عوامل دیگر: حسن مهدی اصل و احمد محمدنژاد
- طراحی مراحل: حامد خذریان
- طراح بازی: علیرضا یار محمدی و احمد محمدنژاد
- مدیر هنری و آرتیست: حامد خذریان
- هنرمند: عباس رمضان زاده و محمد امین متین
- داستان‌نویس اصلی: آرمان آریان
- تیم پنج نفره آلمانی مسئول ساخت کاراکترها، ریگ کردن و انیمیت کردن.[۷][۸]

## جوایز و افتخارات
- کسب عنوان بهترین بازی سال[۹][۱۰]
- کسب عنوان بهترین دست‌آورد فنی[۱۱]
- کاندید دریافت جایزه بهترین کارگردانی هنری
- کاندید دریافت جایزه بهترین موسیقی
- کاندید دریافت جایزه بهترین صدا گذاری و افکت
- کاندید دریافت جایزه ویدئوهای سینماتیک
- کاندید دریافت جایزه بهترین طراحی بازی[۱۲][۱۳]